# Sancho Afonso de Castela, Conde de Alburquerque
Sancho Afonso de Castela (1342 - 19 de fevereiro de 1374) foi um dos dez filhos ilegítimos do rei Afonso XI de Castela e de Leonor de Gusmão, sendo irmão de Henrique II de Castela e meio-irmão de Pedro I.
Ao lado de seus irmãos Henrique, Fadrique e Telo, combateu seu meio-irmão Pedro I, que, em 1351, tinha mandado assassinar sua mãe. 
Em abril de 1366, Sancho foi feito conde de Alburquerque e senhor de Ledesma, Alba de Liste, Medellín, Tiedra e Montalbán.
Em março de 1373, casou com a infanta Beatriz de Portugal, meia-irmã do rei Fernando I. O casamento fazia parte do Tratado de Santarém, um acordo de paz assinado entre Henrique II e o rei português. 
Sancho e Beatriz tiveram uma única filha:
- Leonor (1374-1435), que casou com Fernando I de Aragão.[2]

Sancho também teve uma filha ilegítima:
- Leonor Sanches de Castela (n. 1373), casada com Sancho de Rojas, senhor de Monzón. Depois de enviuvar, foi amante de Fadrique de Castela, duque de Benavente, com quem teve uma filha, Leonor de Castela, esposa de Pedro Manrique de Lara e Mendoza, senhor de Amusco.